# Хар'юсаарі
Хар'юса́рі (рос. Харьюсари, фін. Harjusaari) — невеликий острів у Ладозькому озері. Належить до групи Західних Ладозьких шхер. Територіально належить до Лахденпохського району Карелії, Росія.
Довжина 1,5 км, ширина 0,6 км.
Острів витягнутий з півночі на південь, розташований біля східного берега острова Мюкрімюксенсарі. Повністю вкритий лісом.